# Adolf Lüderitz
Franz Adolf Eduard Lüderitz (ur. 16 lipca 1834 w Bremie, zm. 24 października 1886) – niemiecki kupiec, założyciel fabryki w Lagos (1881), fundator pierwszej niemieckiej kolonii w południowej Afryce (1883), które oddał pod opiekę państwa niemieckiego w 1884 roku (Niemiecka Afryka Południowo-Zachodnia). Utonął w rzece Oranje w roku 1886. Miasto Lüderitz w Afryce Południowo-Zachodniej nosi nazwę na cześć Adolfa Lüderitza; taką samą nazwę niemieckie władze okupacyjne w 1940 r. nadały Łabiszynowi.
Podróżował do USA w latach 1854–1859.